# Sororopán
Sororopán (también escrito Tepuy Sororopán o  Sororopán-tepui) es el nombre que recibe un Tepuy ubicado en la parte septentrional del parque nacional Canaima, en la parroquia Santa Elena de Uairén, Municipio Gran Sabana en un área protegida al sureste del país suramericano de Venezuela.
Los aborígenes de la zona lo llamaron Sororopan, por una leyenda local según la cual supuestamente una indígena llamada Sororopachi esposa de un cacique después de traicionarlo, fue asesinada y quedó acostada, dando origen al tepuy, por eso a veces también es conocido como la "india acostada".
Supera una altura de más de 2.050 metros sobre el nivel del mar, constituye un monumento natural y administrativamente hace parte de la parroquia Santa Elena de Uairén en el Municipio Gran Sabana del Estado Bolívar.